# Fuchsia encliandra
Fuchsia encliandra là một loài thực vật có hoa trong họ Anh thảo chiều. Loài này được (Zucc.) Steud. mô tả khoa học đầu tiên năm 1840.